# Les Rosiers-sur-Loire
Les Rosiers-sur-Loire is een plaats en voormalige gemeente in het Franse departement Maine-et-Loire in de regio Pays de la Loire en telt 2245 inwoners (2005). De plaats maakt deel uit van het arrondissement Saumur

## Geschiedenis
Sinds 22 maart 2015 maakte de gemeente deel uit van het kanton Longué-Jumelles toen het kanton Saumur-Nord, waar de gemeente daarvoor onder viel, werd opgeheven. Op 1 januari 2018 fuseerde de gemeente met Saint-Martin-de-la-Place en de sinds 2016 bestaande commune nouvelle Gennes-Val de Loire, waarvan de naam werd aangepast naar Gennes-Val-de-Loire. Les Rosiers-sur-Loire verving Gennes als de hoofdplaats van de gemeente.

## Geografie
De oppervlakte van Les Rosiers-sur-Loire bedraagt 26,2 km², de bevolkingsdichtheid is 85,7 inwoners per km². De plaats heeft een eigen spoorwegstation.
De onderstaande kaart toont de ligging van Les Rosiers-sur-Loire met de belangrijkste infrastructuur en aangrenzende gemeenten.

## Demografie
Onderstaande figuur toont het verloop van het inwonertal.
Chênehutte · Cunault · Gennes · Grézillé · Les Rosiers-sur-Loire · Saint-Martin-de-la-Place · Le Thoureil · Trèves · Les Tuffeaux

Voormalige gemeenten: Chênehutte-les-Tuffeaux · Chênehutte-Trèves-Cunault · Trèves-Cunault · Gennes-Val de Loire